# Есентепе (квартал в Султангази)
„Есентепе“ (на турски: Esentepe) е квартал на Истанбул, разположен в градска околия Султангази. Общата му площ е 1,8 км2. Според данни на Адресната система за регистриране на населението (ABPRS) към 2024 г. населението на „Есентепе“ е 63 070 жители.